# Shūsaku Nishikawa
Shūsaku Nishikawa (Usa, 18 de junho de 1986) é um futebolista profissional japonês, goleiro, milita no Urawa Red Diamonds.

## Carreira
Nishikawa fez parte do elenco da Seleção Japonesa de Futebol, nas Olimpíadas de 2008.

## Títulos
Seleção Japonesa
- Copa da Ásia: 2011

Oita Trinita
- Copa da J.League: 2008

Sanfrecce Hiroshima
- J.League 1: 2012
- Supercopa do Japão : 2013

Urawa Red Diamonds
- Copa Suruga Bank: 2017
- Liga dos Campeões da AFC: 2017 e 2022